# Läppglans

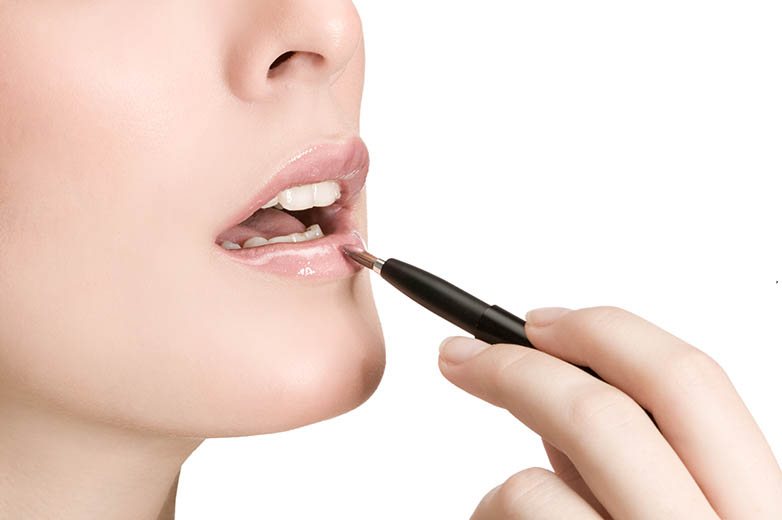
Applicering av läppglans

Läppglans är en sminkprodukt för läpparna. Som namnet antyder gör läppglans läpparna glansiga. Läppglans kan ersätta läppstift om man önskar en svagare nyans eller endast vill ge läpparna ett blänkande ytskikt. Läppglans finns i alla möjliga färger och färgtoner. Det finns även läppglans med glitter och liknande saker i.
Ordet "läppglans" är belagt i svenska språket sedan 1965.